# فرنسيسكو بيريز (لاعب كرة قدم)
فرنسيسكو بيريز (بالإسبانية: Borja Pérez)‏ (و. 1982  م) هو لاعب كرة قدم، من إسبانيا، ولد في مدريد، يلعب كمهاجم.

## روابط خارجية
- فرنسيسكو بيريز على موقع قاعدة بيانات كرة القدم.إي يو (الإنجليزية)
- فرنسيسكو بيريز على موقع Soccerway.com (الإنجليزية)
- فرنسيسكو بيريز على موقع AS.com (الإسبانية)